# Gwiazda węglowa
Gwiazda węglowa – czerwony olbrzym (lub czasem czerwony karzeł), którego atmosfera zawiera więcej węgla niż tlenu. Obydwa pierwiastki łączą się w górnych warstwach gwiazdy, tworząc tlenek węgla. Tlenek węgla pochłania cały tlen, pozostały węgiel tworzy inne związki węgla. Bogactwo węgla pochodzi z fuzji helu wewnątrz gwiazdy – procesu, który przebiega pod koniec życia czerwonego olbrzyma.
Większość gwiazd węglowych to gwiazdy podwójne, gdzie jedna jest olbrzymem, a druga białym karłem. Atmosfera olbrzyma, w tym i węgiel, jest częściowo porywana przez białego karła, sprawiając, że spektrum obu gwiazd wykazuje istnienie węgla.
Podczas analizy widmowej wykryto wiele związków węgla, w tym i o złożonej budowie cząsteczek, jak cyjan i cyjanowodór. Węgiel formuje się w rdzeniu gwiazdy, a jako lżejszy wędruje ku jej powierzchni, zmieniając rozkład pozostałych składników. Inne pierwiastki, efekty termojądrowej fuzji, też są „wyciągane” w związkach chemicznych z węglem ku górze, włączając w to lit i cyrkon. W normalnych gwiazdach, jak nasze Słońce, których atmosfery są bogate w tlen a ubogie w węgiel, zewnętrzne warstwy są zazwyczaj bogate w tlen i azot.
Starsze gwiazdy są powierzchniowo chłodne, z typową temperaturą 2000-3000 K, emitują energię w postaci podczerwieni. Pomimo faktu, że gwiazdy węglowe są bardzo duże, są trudne do zaobserwowania bez specjalistycznego sprzętu, gdyż są zazwyczaj ciemnoczerwonego lub brązowego koloru, opisywanego jako „zadymiony”. Wszystkie gwiazdy węglowe są zmiennymi, z nieregularną lub półregularną zmiennością, często pulsują, co świadczy o ich wewnętrznej niestabilności.
Wskutek ich słabej grawitacji powierzchniowej połowa (lub więcej) ich masy jest wywiewana przez wiatr gwiazdowy. Pozostałości gwiazdy, w postaci bogatego w węgiel pyłu (zbliżonego do grafitu), zostają częścią gwiezdnego pyłu. Pył ten może być później surowcem do budowy następnych pokoleń gwiazd. Otaczający gwiazdę pył węglowy może ją zasłaniać, gdyż pochłania jej promieniowanie.